# لي سيلبي
لي سيلبي (بالإنجليزية: Lee Selby)‏ (ولد: 14 فبراير 1987 في ويلز - )؛ هو ملاكم محترف ويلزي يصنف ضمن فئة وزن الريشة. حقق بطولة الاتحاد الدولي للملاكمة.

## إحصائيات
خاض خلال مسيرته 28 نزالا، فاز في 26 وخسر في 2. فاز بالضربة القاضية في 9 نزالات.

## روابط خارجية
- لي سيلبي على موقع بوكس ريك (الإنجليزية) (registration required)